# Danuta Siedzikówna
Danuta Helena Siedzikówna alias «Inka», nombre supuesto Danuta Obuchowicz (nacida el 3 de septiembre de 1928 en Guszczewina  cerca de Narewka, Voivodato de Podlaquia-fallecida el 28 de agosto de 1946 en Gdansk) fue una enfermera polaca que en la región de Bialystok prestó servicios al Armia Krajowa dando atención médica a las guerrillas polacas antocomunistas en Pomerania.
Danuta Siedzikówna tenía apenas once años de edad cuando Polonia fue vencida por el Tercer Reich tras la invasión alemana de 1939. Su padre había sido apresado por el Ejército Rojo al participar como reservista de las fuerzas armadas polacas en las regiones orientales del país; posteriormente el padre de Danuta murió en Teherán (Persia) donde esperaba ser enviado al frente occidental tras enrolarse en el Ejército Polaco del general Władysław Anders. La madre de Danuta fue asesinada en 1943 por la Gestapo nazi por colaborar con la resistencia polaca. Tras esto, Danuta se refugió con sus hermanas en Bialystok, donde también colaboró con la resistencia y aprendió enfermería.
Después que las fuerzas nazis fueran expulsadas de Polonia por el Ejército Rojo, el nuevo gobierno comunista polaco persiguió a toda la jefatura del Armia Krajowa al considerarla culpable de actividades antisoviéticas por negarse a encuadrar sus fuerzas bajo el mando de la URSS durante la guerra. En junio de 1945 Danuta fue arrestada por la policía polaca, dominada completamente por la NKVD soviética, pero fue liberada en septiembre del mismo año por un comando de veteranos del Armia Krajowa.
A partir de entonces, Danuta Siedzikówna colaboró con los llamados «soldados malditos», los combatientes del Armia Krajowa que tras el fin de la Segunda Guerra Mundial lucharon contra las tropas soviéticas estacionadas en Polonia, al considerarlas prácticamente como una «fuerza de ocupación» que tan sólo sojuzgaba al país en beneficio de la Unión Soviética. 
Tras meses de lucha contra los soviéticos y sus aliados comunistas polacos, los superiores de Danuta le ordenaron acudir a Gdansk para conseguir medicinas y equipo médico, pero allí la joven enfermera fue descubierta y arrestada en junio de 1946. Acusada de participar en combate activo contra soldados del Ejército Rojo, Danuta fue condenada a muerte en un juicio sumario, pese a que pudo comprobarse su condición de enfermera no combatiente y que tenía apenas 17 años al momento de su captura (lo cual, en principio, la salvaba de la pena capital).
Pese a ser torturada y golpeada ferozmente en prisión, Danuta Siedzikówna no denunció a otros soldados malditos, por lo cual se le confirmó la sentencia de muerte, la cual se ejecutó en la prisión militar de Gdánsk el 28 de agosto de 1946. 
Debido al impacto social que causó su muerte en Polonia, después de la caída del comunismo en 1989 el nombre de Danuta Siedzikówna fue rehabilitado, siendo la enfermera adolescente considerada una heroína nacional y homenajeada en diversos monumentos y memoriales.

## Condecoraciones
Orden Polonia Restituta , otorgada póstumamente el 11 de noviembre de 2006.
El presidente de la República de Polonia, Andrzej Duda, emitió una resolución nombrando a Danuta Siedzikówna al primer grado de oficial.

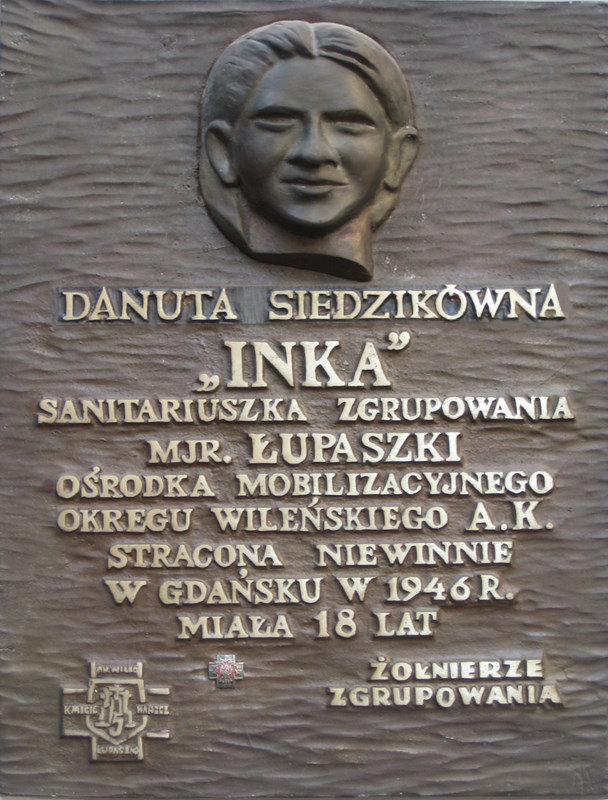
Placa Conmemorativa Danuta Siedzikówna en Gdańsk catedral.
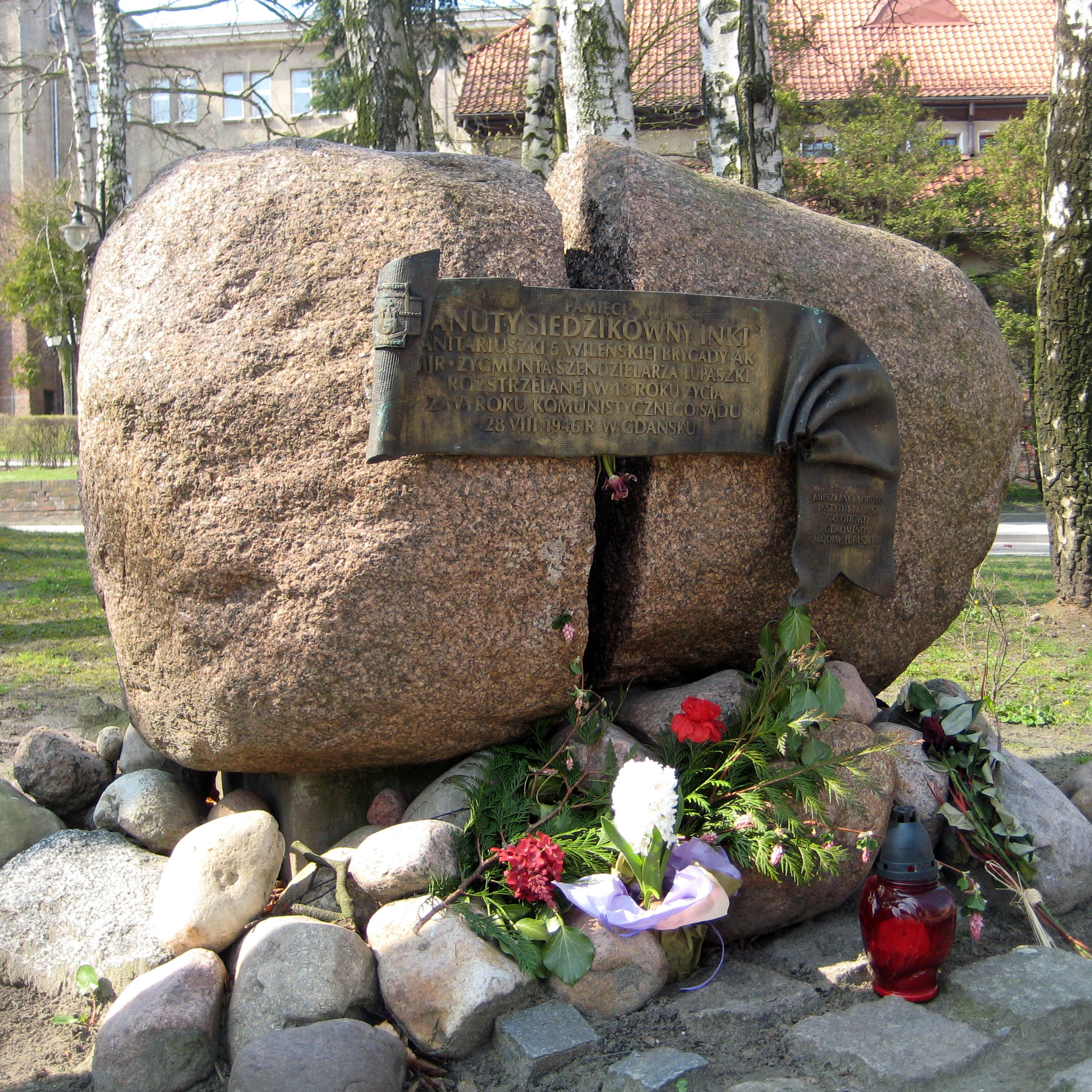
Monumento en «parque im. Sanitariuszki Inki» en Sopot
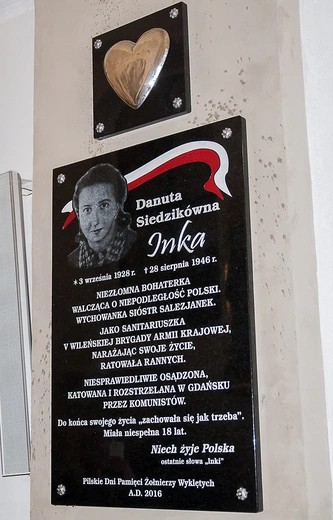
Un corazón para Inka en Piła
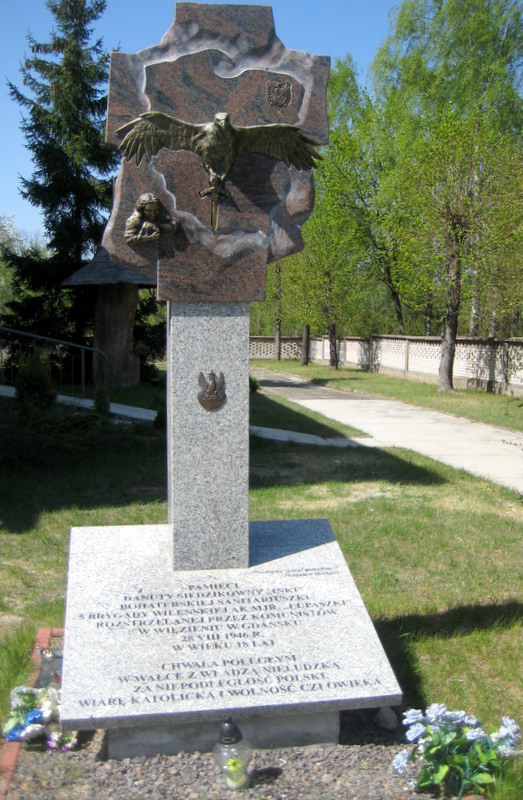
Monumento cerco de iglesia parroquia en Narewka.
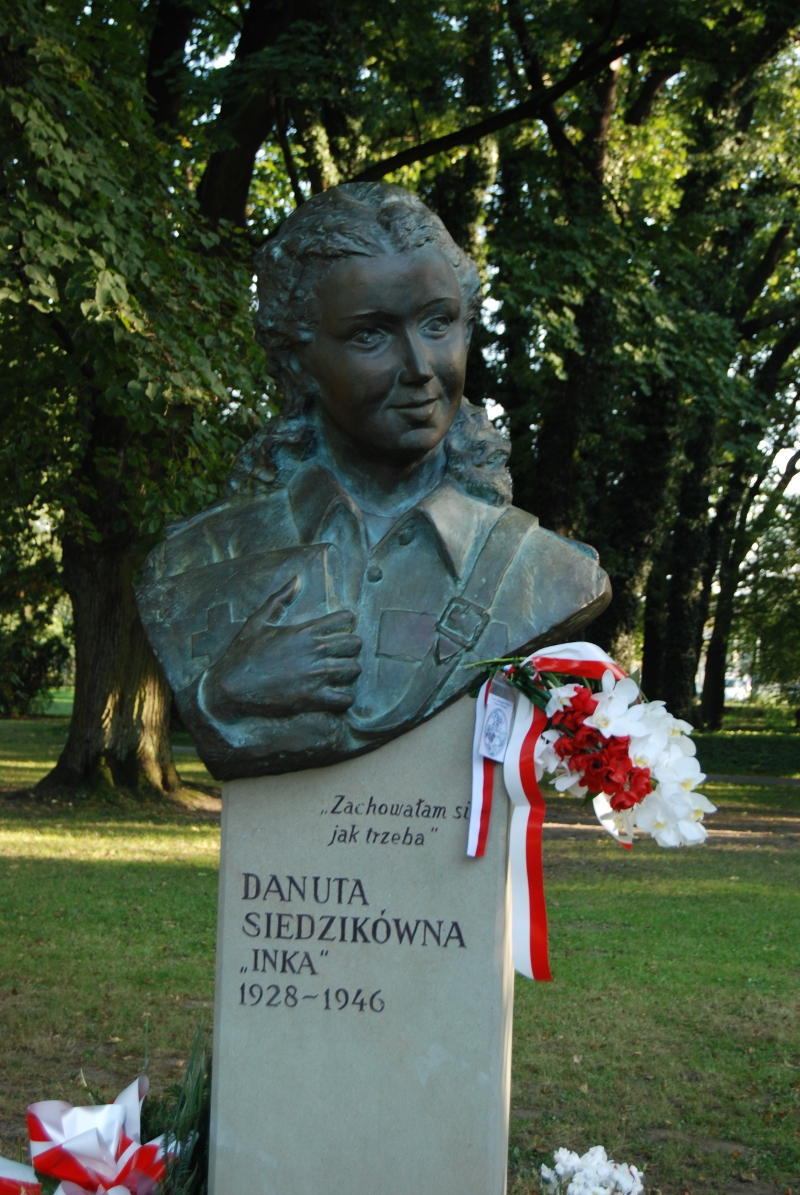
Monumento en «Parque im. dr H. Jordana» en Cracovia.
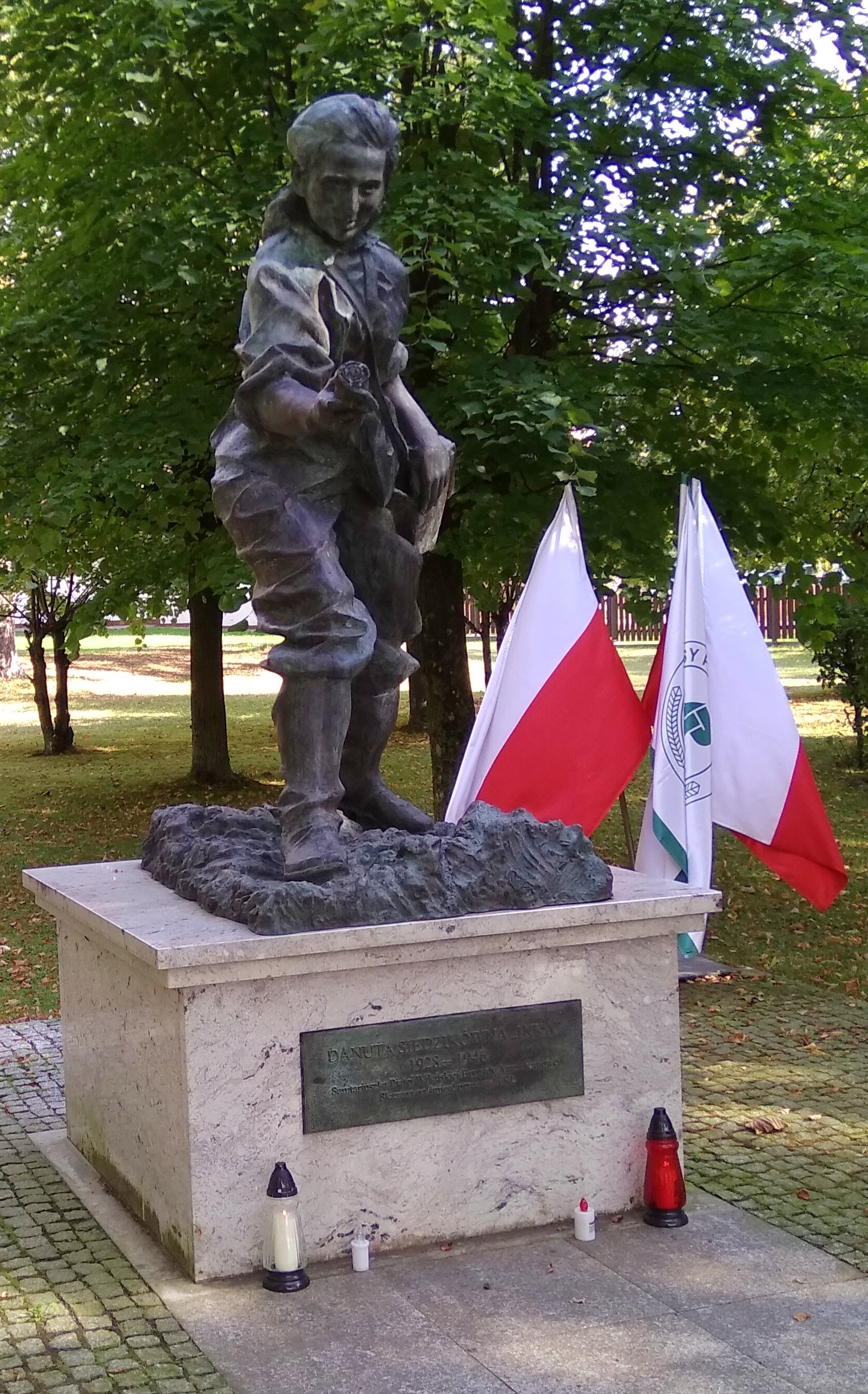
Danuta Siedzikówna  Monumento en su lugar de nacimiento Gruszki-Guszczewina
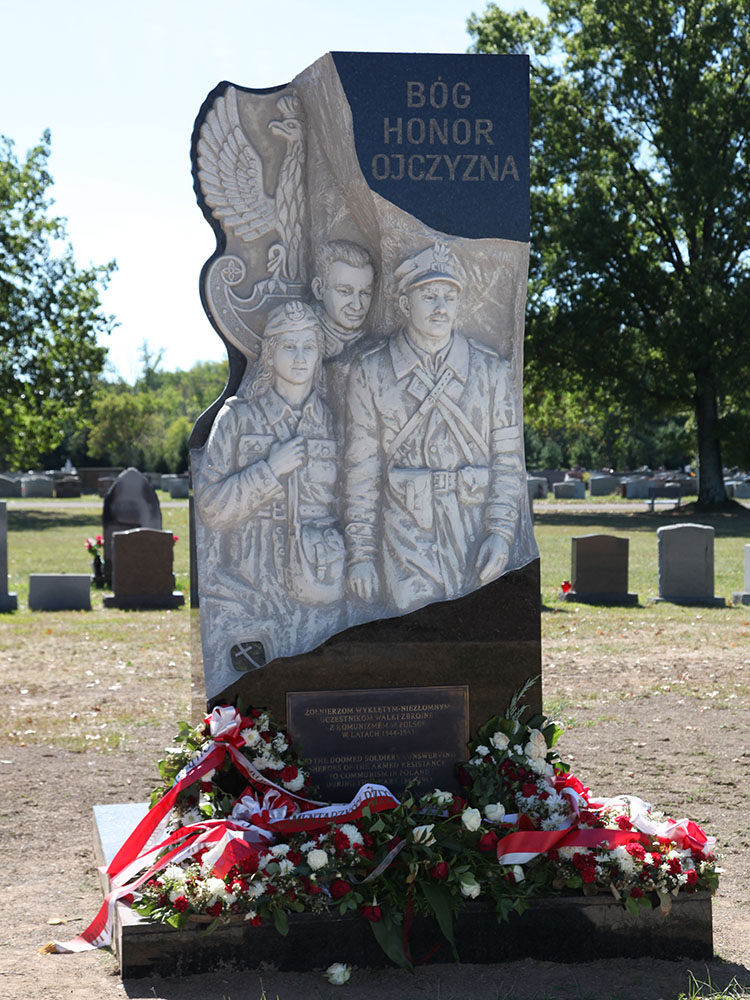
Monumento a los Soldados Indomables en la Czestochowa Americana.
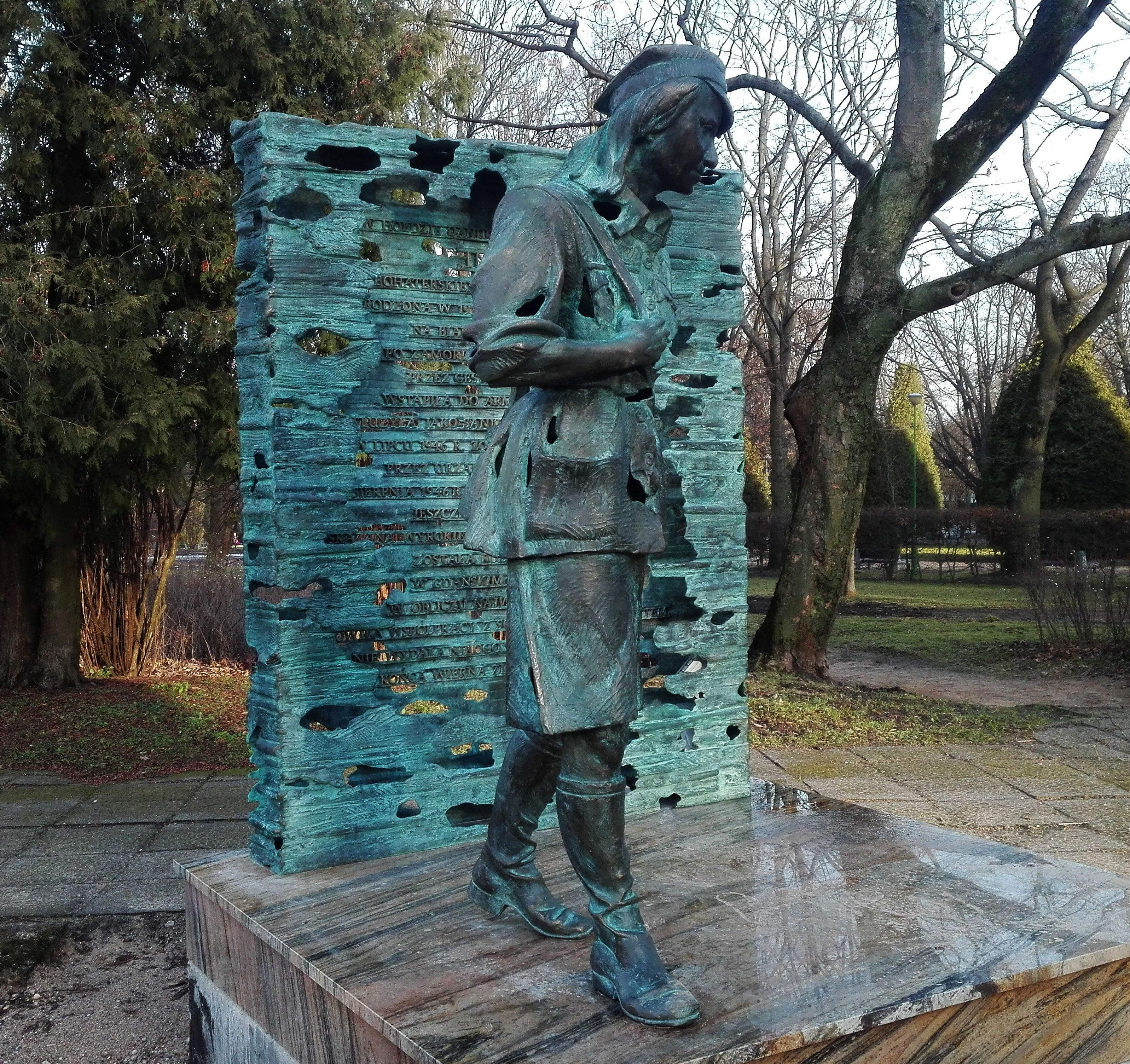
Monumento a «Inka» en Bialystok
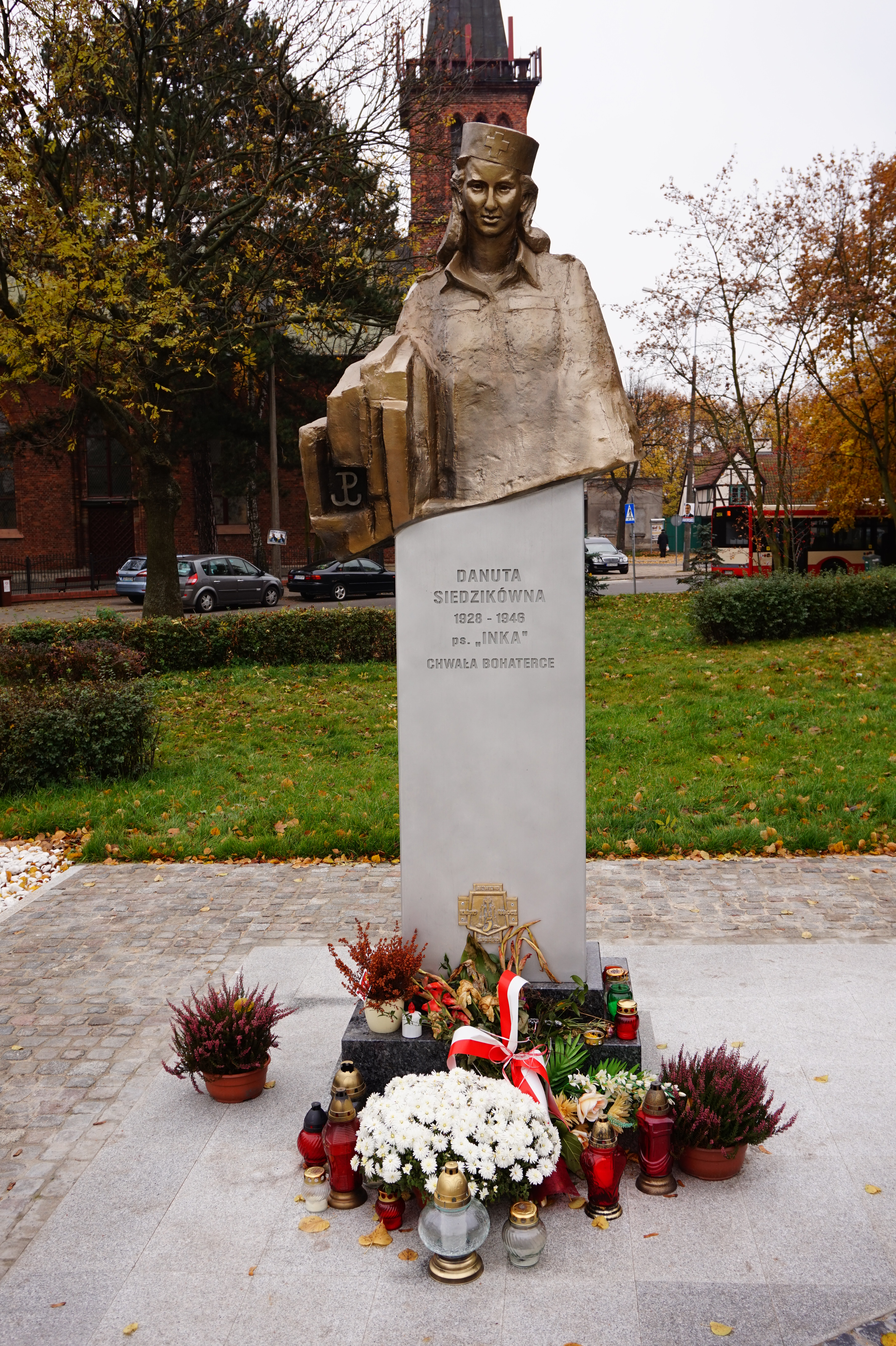
Monumento a Danuta Siedzikówna «Inka» en Gdańsk

## Vida personal
Danuta era nieta de Helena Tymińska, de soltera Rzepecka (20 de mayo de 1885, Taskent, Uzbekistán – 5 de septiembre de 1968), y del conde Jan Tymiński (21 de septiembre de 1871, Boćki – 22 de marzo de 1940), así como de Aniela Siedzik, de soltera Kiejno (1872–1951), y Paweł Siedzik (11 de noviembre de 1861 – 20 de julio de 1912). Una de sus abuelas es recordada por la conocida frase: «Dile a mi abuela que me comporté como debía». El bisabuelo de Danuta, en:Herman Tymiński (1843 – 12 de marzo de 1896, Krasnystok) fue un sacerdote ortodoxo. Danuta proviene de una familia polaca con vínculos históricos y culturales significativos. Era hermana de en:Wiesława Korzeń y tía abuelo de la Dra. Anna Tertel, arquitecta, urbanista y artista. Asimismo, es prima de en:Paweł Hur, y bisnieta de en:Karol Rzepecki, figura destacada del movimiento nacional polaco en el siglo XIX.